# 临桂石楠
临桂石楠（学名：Photinia chihsiniana）是蔷薇科石楠属的植物，是中国的特有植物。分布于中国大陆的广西等地，生长于海拔1,000米的地区，多生长于山谷疏林中，目前尚未由人工引种栽培。